# Seguí II
Seguí II fou comte de Bordeus, possible successor del franc Garachar, nomenat per Pipí I d'Aquitània en data desconeguda, que no pot ser anterior al 819 ni posterior al 838.
La crònica d'Ademar de Chabannes l'esmenta com a comte de Bordeus i Saintes ("Siguinus comes Burdagalensis et Sanctonicensis") quan fou capturat i fet presoner pels normands que van cremar Saintes i després van matar el comte, i ho data en l'any següent, en què Bernat II de Poitou i Arveu (Hervé) fill de Rainald o Renald d'Herbauges van morir, i com que això fou el 844, Seguí hauria mort el 845. La mateixa data estableix la crònica de Saint-Maxence que també l'anomena comte de Bordeus i Saintes. Una carta de l'abat Llop de Ferrières a l'arquebisbe Wenil de Sens, datada el 846 esmenta només que el fou mort pels normands entre Bordeus i Saintes (sense dir la data), però l'anomena "Ducem Vasconum Siguinum". L'apòcrifa carta d'Alaó l'anomena Seguí Mostel·lànic, en llatí Mostellanicus, nom que s'ha de descartar totalment.